# Jerzy I Wilhelm (książę Schaumburg-Lippe)
Jerzy I Wilhelm zu Schaumburg-Lippe (ur. 20 grudnia 1784 w Bückeburgu, zm. 21 listopada 1860 tamże) – od 1787 r. hrabia, a od 1807 r. książę Schaumburg-Lippe.
Był synem Fiilipa II i jego drugiej żony Juliany Wilhelminy von Hessen-Philippsthal
W roku 1816 w Arolsen ożenił się z Idą Karoliną Waldeck-Pyrmont (1796–1869), córką Jerzego I, księcia Waldeck-Pyrmont, i Albertyny von Schwarzburg-Sondershausen. Para miała dziewięcioro dzieci:
- Adolf I (1817–1893)
- Matylda Augusta (1818–1891)
- Adelheid Krystyna (1821–1899)
- Ernest August (1822–1831)
- Ida Maria Augusta (1824–1894)
- Emma Augusta (1827–1828)
- Wilhelm Karol August (1834–1906)
- Hermann Otto (*/† 1839)
- Elżbieta Wilhelmina (1841–1926)